# 布盧蒙 (肯塔基州)
布盧蒙（英語：Blue Moon）是位於美國肯塔基州弗洛伊德縣的一個非建制地區。

## 地理
布盧蒙所處的海拔為高於海平面275米（即902英呎），而該地所採用的時區為UTC-5，即北美東部時區（EST）。同時該地設有夏令時間，為UTC-5調快一小時，即UTC-4（EDT）。